# لاس انیماس (کلرادو)
لاس انیماس (به انگلیسی: Las Animas) شهری در ایالت کلرادو کشور ایالات متحده آمریکا است که جمعیت آن در سرشماری سال ۲۰۱۰ میلادی، ۲٬۴۱۰ نفر بوده‌است.